# Chalvignac
Pour les articles homonymes, voir Chalvignac (groupe).
Chalvignac est une commune française située dans le département du Cantal, en région Auvergne-Rhône-Alpes.

## Géographie

### Localisation
Chalvignac est bordée à l'ouest par la Dordogne (retenue du barrage de l'Aigle), au nord-est et à l'est par son affluent le Labiou, et au sud par son autre affluent l'Auze.

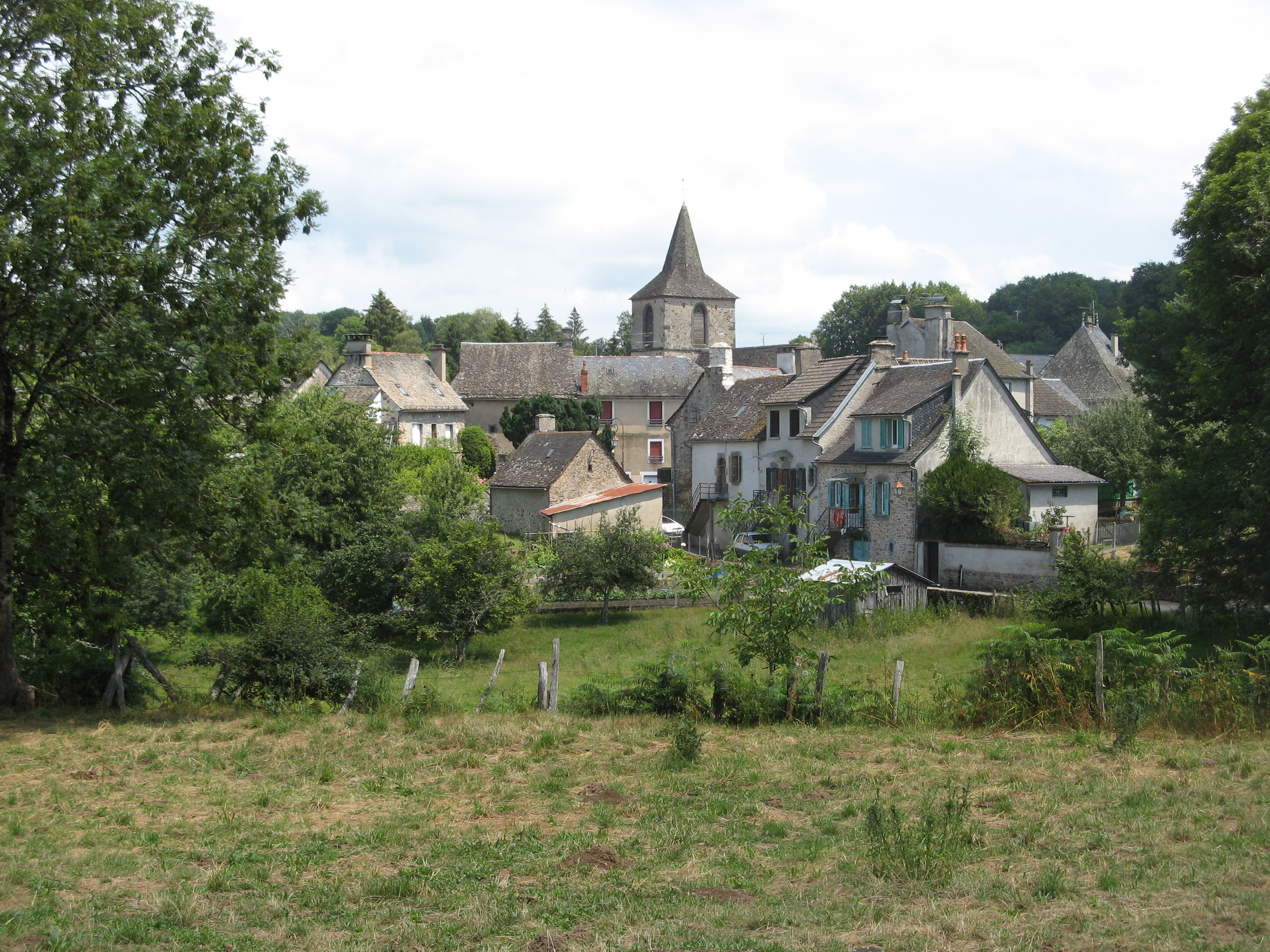
Le bourg.

### Communes limitrophes
Les communes limitrophes sont  Arches, Brageac, Latronche, Le Vigean, Mauriac, Neuvic, Pleaux, Sourniac et Soursac.
| Latronche (Corrèze) | Neuvic (Corrèze) | Arches             |
| Soursac (Corrèze)   | Chalvignac       | Sourniac Le Vigean |
| Pleaux (Tourniac)   | Brageac          | Mauriac            |

### Climat
Pour des articles plus généraux, voir Climat d'Auvergne-Rhône-Alpes et Climat du Cantal.
En 2010, le climat de la commune est de type climat océanique altéré, selon une étude du CNRS s'appuyant sur une série de données couvrant la période 1971-2000. En 2020, Météo-France publie une typologie des climats de la France métropolitaine dans laquelle la commune est exposée à un climat de montagne ou de marges de montagne et est dans la région climatique Ouest et nord-ouest du Massif Central, caractérisée par une pluviométrie annuelle de 900 à 1 500 mm, maximale en automne et en hiver.
Pour la période 1971-2000, la température annuelle moyenne est de 10,5 °C, avec une amplitude thermique annuelle de 15,3 °C. Le cumul annuel moyen de précipitations est de 1 263 mm, avec 12,9 jours de précipitations en janvier et 8,1 jours en juillet. Pour la période 1991-2020, la température moyenne annuelle observée sur la station météorologique de Météo-France la plus proche, sur la commune de Neuvic à 16 km à vol d'oiseau, est de 10,6 °C et le cumul annuel moyen de précipitations est de 1 173,4 mm,. Pour l'avenir, les paramètres climatiques de la commune estimés pour 2050 selon différents scénarios d'émission de gaz à effet de serre sont consultables sur un site dédié publié par Météo-France en novembre 2022.

## Urbanisme

### Typologie
Au 1er janvier 2024, Chalvignac est catégorisée commune rurale à habitat très dispersé, selon la nouvelle grille communale de densité à 7 niveaux définie par l'Insee en 2022.
Elle est située hors unité urbaine. Par ailleurs la commune fait partie de l'aire d'attraction de Mauriac, dont elle est une commune de la couronne,. Cette aire, qui regroupe 16 communes, est catégorisée dans les aires de moins de 50 000 habitants,.

### Occupation des sols
L'occupation des sols de la commune, telle qu'elle ressort de la base de données européenne d’occupation biophysique des sols Corine Land Cover (CLC), est marquée par l'importance des forêts et milieux semi-naturels (48,8 % en 2018), en diminution par rapport à 1990 (50,3 %). La répartition détaillée en 2018 est la suivante : forêts (48,8 %), prairies (46,6 %), eaux continentales (3,9 %), zones urbanisées (0,6 %). L'évolution de l’occupation des sols de la commune et de ses infrastructures peut être observée sur les différentes représentations cartographiques du territoire : la carte de Cassini (XVIIIe siècle), la carte d'état-major (1820-1866) et les cartes ou photos aériennes de l'IGN pour la période actuelle (1950 à aujourd'hui).

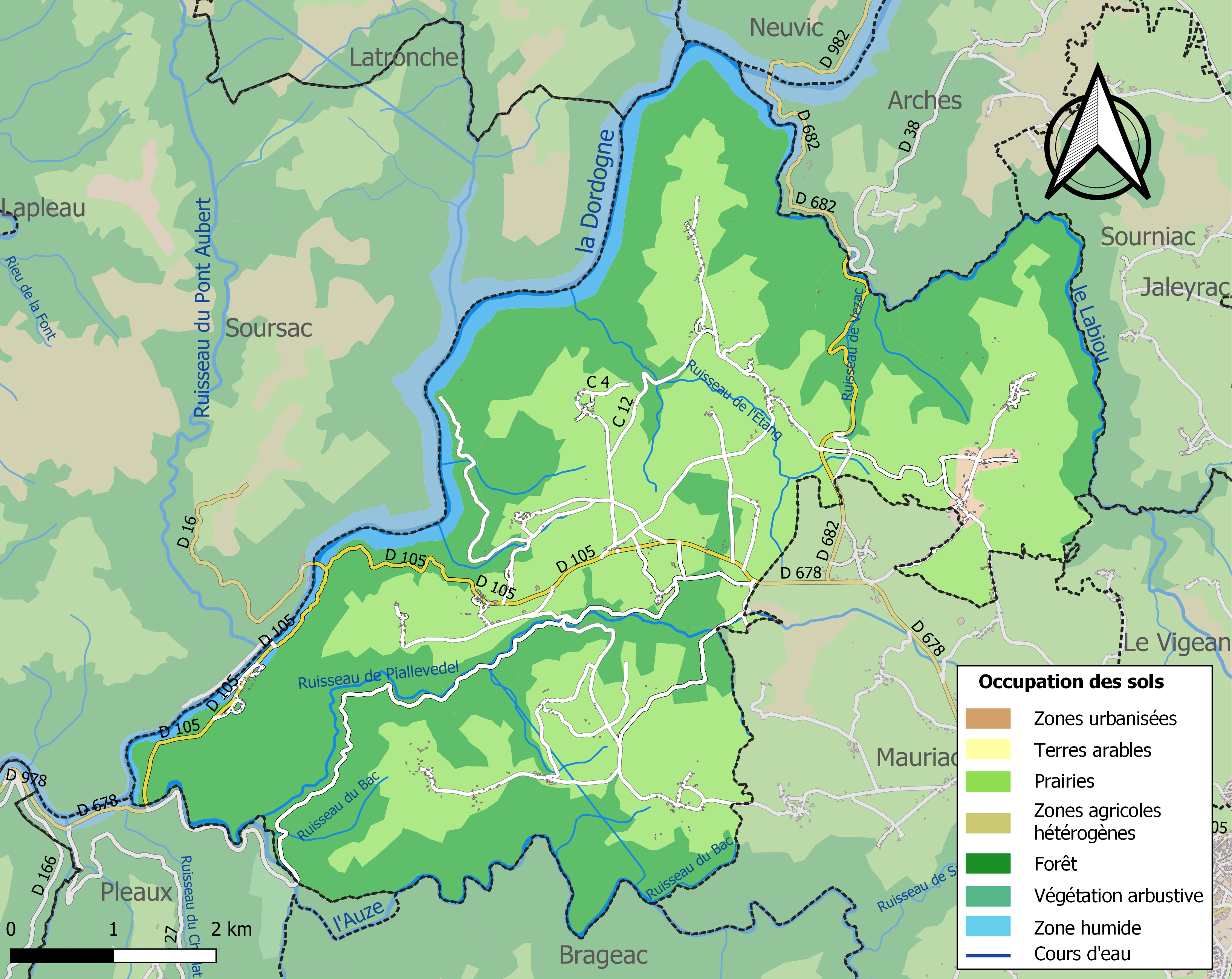
Carte des infrastructures et de l'occupation des sols de la commune en 2018 (CLC).

### Habitat et logement
En 2018, le nombre total de logements dans la commune était de 353, alors qu'il était de 321 en 2013 et de 318 en 2008.
Parmi ces logements, 59,7 % étaient des résidences principales, 19,6 % des résidences secondaires et 20,7 % des logements vacants. Ces logements étaient pour 98,6 % d'entre eux des maisons individuelles et pour 0,9 % des appartements.
Le tableau ci-dessous présente la typologie des logements à Chalvignac en 2018 en comparaison avec celle du Cantal et de la France entière. Une caractéristique marquante du parc de logements est ainsi une proportion de résidences secondaires et logements occasionnels (19,6 %) inférieure à celle du département (20,4 %) mais supérieure à celle de la France entière (9,7 %). Concernant le statut d'occupation de ces logements, 76,2 % des habitants de la commune sont propriétaires de leur logement (81,9 % en 2013), contre 70,4 % pour le Cantal et 57,5 pour la France entière.
| Typologie                                               | Chalvignac | Cantal | France entière |
| ------------------------------------------------------- | ---------- | ------ | -------------- |
| Résidences principales (en %)                           | 59,7       | 67,7   | 82,1           |
| Résidences secondaires et logements occasionnels (en %) | 19,6       | 20,4   | 9,7            |
| Logements vacants (en %)                                | 20,7       | 11,9   | 8,2            |

## Toponymie
Au XIIe siècle, Étienne d'Obazine et les moines cisterciens de l'abbaye d'Aubazine souhaitent créer un petit prieuré auvergnat, dans la vallée de l'Auze, au lieu-dit « lo Pestre » (ce qui signifie : le prêtre) dans le hameau de Doumis, aujourd'hui commune de Chalvignac. Le lieu se trouvant trop peu propice à la vie monastique, est choisi de transférer l'abbaye naissante à Auriac. Le premier abbé en est  Bégon d'Escorailles.

## Politique et administration

### Découpage territorial
La commune de Chalvignac est membre de la communauté de communes du Pays de Mauriac, un établissement public de coopération intercommunale (EPCI) à fiscalité propre créé le 4 novembre 1994 dont le siège est à Mauriac. Ce dernier est par ailleurs membre d'autres groupements intercommunaux.
Sur le plan administratif, elle est rattachée à l'arrondissement de Mauriac, à la circonscription administrative de l'État du Cantal et à la région Auvergne-Rhône-Alpes.
Sur le plan électoral, elle dépend du canton de Mauriac pour l'élection des conseillers départementaux, depuis le redécoupage cantonal de 2014 entré en vigueur en 2015, et de la deuxième circonscription du Cantal  pour les élections législatives, depuis le dernier découpage électoral de 2010.

### Liste des maires

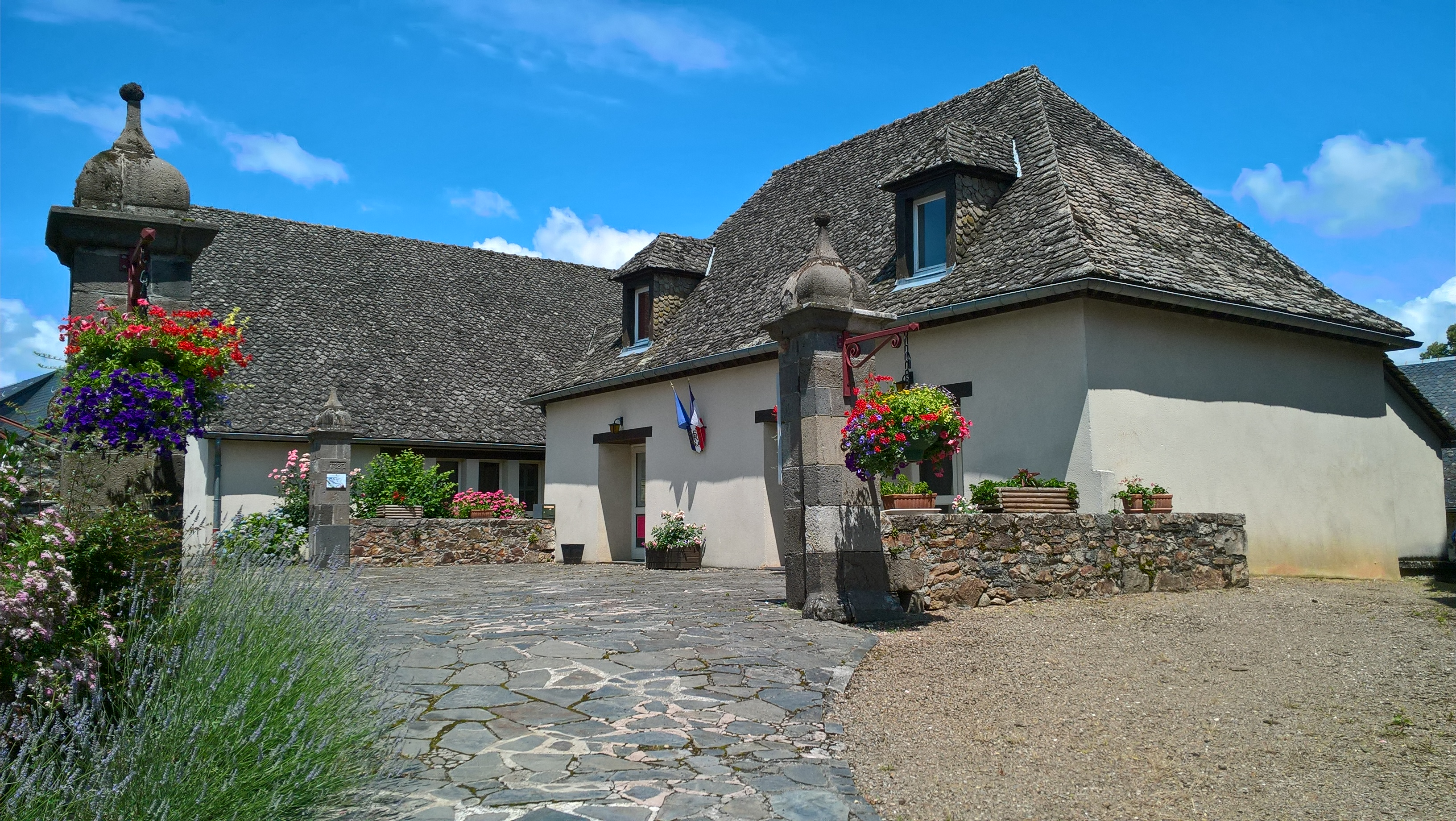
Mairie.

| Période                                  | Période                    | Identité                                      | Étiquette | Qualité                                 |
| ---------------------------------------- | -------------------------- | --------------------------------------------- | --------- | --------------------------------------- |
| Les données manquantes sont à compléter. |                            |                                               |           |                                         |
| ?                                        | ?                          | Christian Pradeyrol                           | DVD       | Conseiller général du canton de Mauriac |
| mars 2001                                | mars 2008                  | Eugène Vallat                                 |           |                                         |
| mars 2008                                | En cours (au 10 août 2020) | Serge Leymonie Réélu pour le mandat 2020-2026 | DVD       | Agriculteur                             |

## Population et société

### Démographie
L'évolution du nombre d'habitants est connue à travers les recensements de la population effectués dans la commune depuis 1793. Pour les communes de moins de 10 000 habitants, une enquête de recensement portant sur toute la population est réalisée tous les cinq ans, les populations de référence des années intermédiaires étant quant à elles estimées par interpolation ou extrapolation. Pour la commune, le premier recensement exhaustif entrant dans le cadre du nouveau dispositif a été réalisé en 2007.

En 2022, la commune comptait 457 habitants, en stagnation par rapport à 2016 (Cantal : −1,08 %, France hors Mayotte : +2,11 %).
| 1793  | 1800 | 1806  | 1821  | 1831  | 1836  | 1841  | 1846  | 1851  |
| ----- | ---- | ----- | ----- | ----- | ----- | ----- | ----- | ----- |
| 1 347 | 878  | 1 096 | 1 288 | 1 276 | 1 294 | 1 192 | 1 189 | 1 125 |

| 1856  | 1861  | 1866  | 1872  | 1876  | 1881  | 1886  | 1891  | 1896  |
| ----- | ----- | ----- | ----- | ----- | ----- | ----- | ----- | ----- |
| 1 243 | 1 153 | 1 203 | 1 140 | 1 190 | 1 372 | 1 291 | 1 249 | 1 323 |

| 1901  | 1906  | 1911 | 1921 | 1926 | 1931 | 1936 | 1946  | 1954 |
| ----- | ----- | ---- | ---- | ---- | ---- | ---- | ----- | ---- |
| 1 136 | 1 015 | 927  | 890  | 815  | 779  | 735  | 1 372 | 781  |

| 1962 | 1968 | 1975 | 1982 | 1990 | 1999 | 2006 | 2007 | 2012 |
| ---- | ---- | ---- | ---- | ---- | ---- | ---- | ---- | ---- |
| 682  | 818  | 610  | 580  | 525  | 497  | 431  | 422  | 446  |

| 2017 | 2022 | - | - | - | - | - | - | - |
| ---- | ---- | - | - | - | - | - | - | - |
| 469  | 457  | - | - | - | - | - | - | - |

### Sports
Paris-Nice 1995 puis 1996 comptent chacun une étape terminant à Chalvignac. Lors de l'édition 1996, Laurent Jalabert est le vainqueur de l'étape,.

## Culture et patrimoine

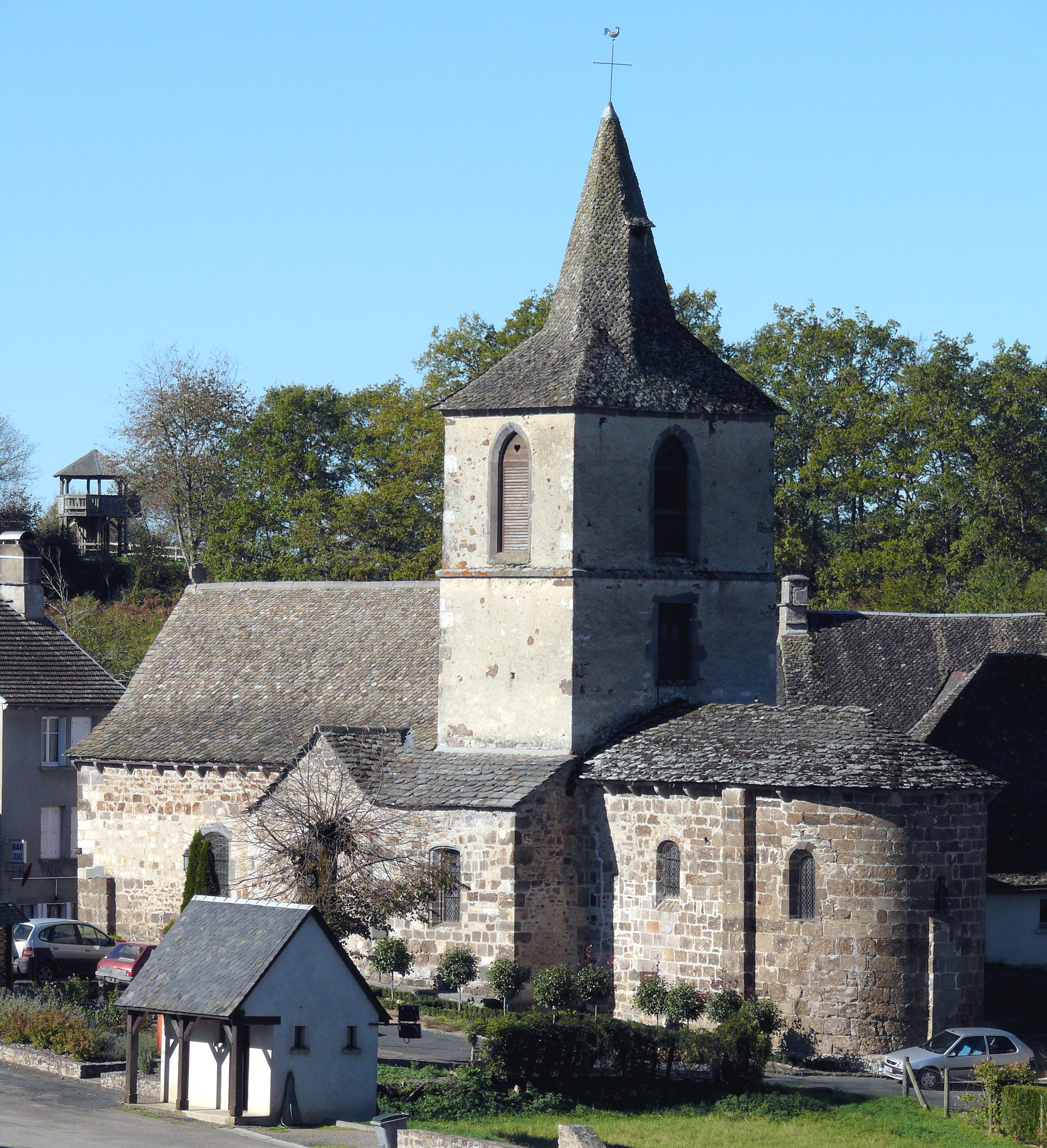
Église Saint-Martin.

### Lieux et monuments
- Château de Miremont bâti au XIVe siècle dont les ruines sont inscrites à l'inventaire des monuments historiques depuis 1973[21].
- Église Saint-Martin de Chalvignac, église romane du XVe siècle inscrite[22].
- Barrage de l'Aigle.

### Personnalités liées à la commune
- Antoine Lascombes (1840-1905), homme politique français, est né et mort à Chalvignac.
- André Decelle (1910-2007), co-concepteur du barrage de l'Aigle. Depuis une cérémonie tenue en 2011, l'école du village porte son nom[23].